# Gaceta Médica Catalana
Gaceta Médica Catalana, inicialmente Gaceta Médica de Cataluña, fue una revista de medicina publicada entre 1878 y 1921 en Barcelona.

## Historia
Fundada en 1878 bajo el título Gaceta Médica de Cataluña, pasó a denominarse Gaceta Médica Catalana en 1881. Desapareció en 1921. Entre sus directores se contaron el granadino Rafael Rodríguez Méndez y Lleó Formiguera i Soler. El primero dirigiría la publicación hasta su muerte en 1919.
En ella colaboraron autores como Guillermo Serra y Bennasar, Ramon Coll i Pujol, Enrique Alabern, Julio Altabás, Félix Antigüedad y Díez, N. Azcarreta, N. Bové y Piqué, José Brunet y Bellet, Francisco de Paula Campa, Narciso Carreras y Piñana, José Codina Castellví, Luis Comenge y Ferrer, Álvaro Esquerdo, Jaime Ferrán, Eduardo García Solá, Juan Heredia, Federico León, Andrés Martínez Vargas, Antonio Muñoz, Jaume Pi i Sunyer, Joan Ribas Perdigó, Antonio Rodríguez-Morini o Ramón Turró, entre otros.